# Chico Landi
Chico Landi (n. 14 iulie 1907, São Paulo, Brazilia – d. 7 iunie 1989, São Paulo, Brazilia) a fost un pilot de Formula 1. De-a lungul carierei a luat startul în 6 curse, niciuna din pole-position. Nu a câștigat nicio cursă și nu a terminat niciodată pe podium, acumulând 1,5 puncte în întreaga activitate ca pilot de Formula 1.